# Варма, Рам Гопал
Рам Гопал Варма (телугу రామ్ గోపాల్ వర్మ, англ. Ram Gopal Varma; род. 7 апреля 1962 года) — индийский режиссёр, продюсер и сценарист, известный своими работами в Болливуде и Толливуде. Лауреат нескольких премий за лучшую режиссуру, а также Filmfare Award за лучший сюжет и Национальной кинопремии за лучший фильм на хинди.

## Биография
Рам Гопал Варма родился 7 апреля 1962 года в Хайдарабаде. Его родителями были Кришнам Раджу, работавший звуковым инженером на Annapurna Studios, и его жена Сурьямма. Со школьных дней мальчик проявлял большой интерес к фильмам.
Посещал Инженерный колледж В.Р. Сиддхарта в Виджаяваде, где получил специальность гражданского инженера. После завершения образования Варма работал инженером на стройплощадке Oberoi Hotel в Хайдарабаде. Но после нескольких лет он оставил эту работу и начал устроился помощником режиссёра. В качестве режиссёра он дебютировал в 1989 году с фильмом на телугу Siva, главные роли в котором сыграли Нагарджуна и Амала Мукерджи. Siva принёс Варме первую кинопремию — Nandi Award за лучшую режиссуру.
Два года спустя он переснял его на хинди с теми же актёрами. В течение следующих десяти лет выступил в качестве режиссёра в 9 фильмах на хинди и в качестве продюсера — в 17.
Наибольшую известность среди его работ имеет «гангстерская трилогия»: «Предательство» (1998), «Расплата за всё» (2002) и «Другой мир» (2005, реж. Вишрам Савант), два из них принесли ему номинации на Filmfare Awards за лучший фильм и лучшую режиссуру.
Всего за свою карьеру Варма номинировался на Filmfare Award за лучшую режиссуру 5 раз, в том числе за фильмы «Весельчак» (1995), «Призрак» (2003) и «По стопам отца» (2005), но был удостоен премий Filmfare только за лучший сюжет к фильму «Весельчак» и лучший фильм по мнению критиков за «Предательство».
Варма также получил Национальную кинопремию за лучший фильм на хинди в 2000 году за «Тяжесть на душе».

## Фильмография
В качестве режиссёра
- 1989 — Siva (тел.)
- 1990 — Шива / Shiva (хинди)
- 1991 — Чанду-воришка / Kshana Kshanam (тел.)
- 1992 — Antham (хинди) / Drohi (тел.)
- 1992 — Raat (хинди) (тел.)
- 1993 — Gaayam (тел.)
- 1994 — Govinda Govinda (тел.)
- 1995 — Весельчак / Rangeela (хинди)
- 1996 — Deyyam (тел.)
- 1997 — Anaganaga Oka Roju (тел.)
- 1997 — Побег / Daud (хинди)
- 1998 — Предательство / Satya (хинди)
- 1999 — Любимая кинозвезда / Mast (хинди)
- 1999 — Prema Katha (тел.)
- 1999 — Кто ты? / Kaun (хинди)
- 2000 — Jungle (хинди)
- 2002 — Расплата за всё / Company (хинди)
- 2003 — Призрак / Bhoot (хинди)
- 2004 — Вдохновение танца / Naach (хинди)
- 2004 — Madhyanam Hathya (тел.)
- 2005 — По стопам отца / Sarkar (хинди)
- 2006 — Shiva (хинди)
- 2006 — Ничего не бойся 2 / Darna Zaroori Hai (хинди) (первая часть)
- 2007 — Не просто поверить в любовь / Nishabd (хинди)
- 2007 — Месть и закон наших дней / Ram Gopal Varma Ki Aag (хинди)
- 2007 — Любовница / Darling (хинди)
- 2008 — Саркар Радж / Sarkar Raj (хинди)
- 2008 — Contract (хинди)
- 2008 — Phoonk (хинди)
- 2009 — Agyaat (хинди)
- 2010 — Битва телеканалов / Rann (хинди)
- 2010 — Кровавая сага / Rakta Charitra (хинди) (тел.)
- 2011 — Katha Screenplay Darshakatvam Appalaraju (тел.)
- 2011 — Dongala Mutha (тел.)
- 2011 — Совсем не любовная история / Not a Love Story (хинди)
- 2012 — Department (хинди)
- 2012 — Bhoot Returns (хинди)
- 2013 — Атаки 26/11 / The Attacks of 26/11 (хинди)
- 2013 — Satya 2 (хинди) (тел.)
- 2014 — Rowdy (тел.)
- 2014 — Ice Cream (тел.)
- 2014 — Anukshanam (тел.)
- 2014 — Ice Cream 2 (тел.)
- 2015 — 365 Days (тел.)
- 2016 — Обезвредить Вираппана / Killing Veerappan (канн.)
- 2016 — Attack (тел.)
- 2016 — Вираппан / Veerappan (хинди)
- 2016 — Vangaveeti (тел.)
- 2017 — Sarkar 3 (хинди)
- 2018 — Officier (тел.)
- 2019 — Lakshmi’s N.T.R. (тел.)
- 2019 – Amma Rajyam Lo Kadapa Biddalu  (тел.)
- 2020 – Murder  (тел.)
- 2021 – D Company  (хинди)
- 2021 – 12 'O' Clock (хинди)